# Bonabes Louis Victurnien Alexis de Rougé
Pour les articles homonymes, voir Bonabes.
Bonabes Louis Victurnien Alexis , marquis de Rougé, baron de Coëtmen, né le 31 janvier 1778 à Paris et mort le 
29 mars 1839 à Paris, est un général et homme politique français.

## Biographie

### Famille

#### Ascendants

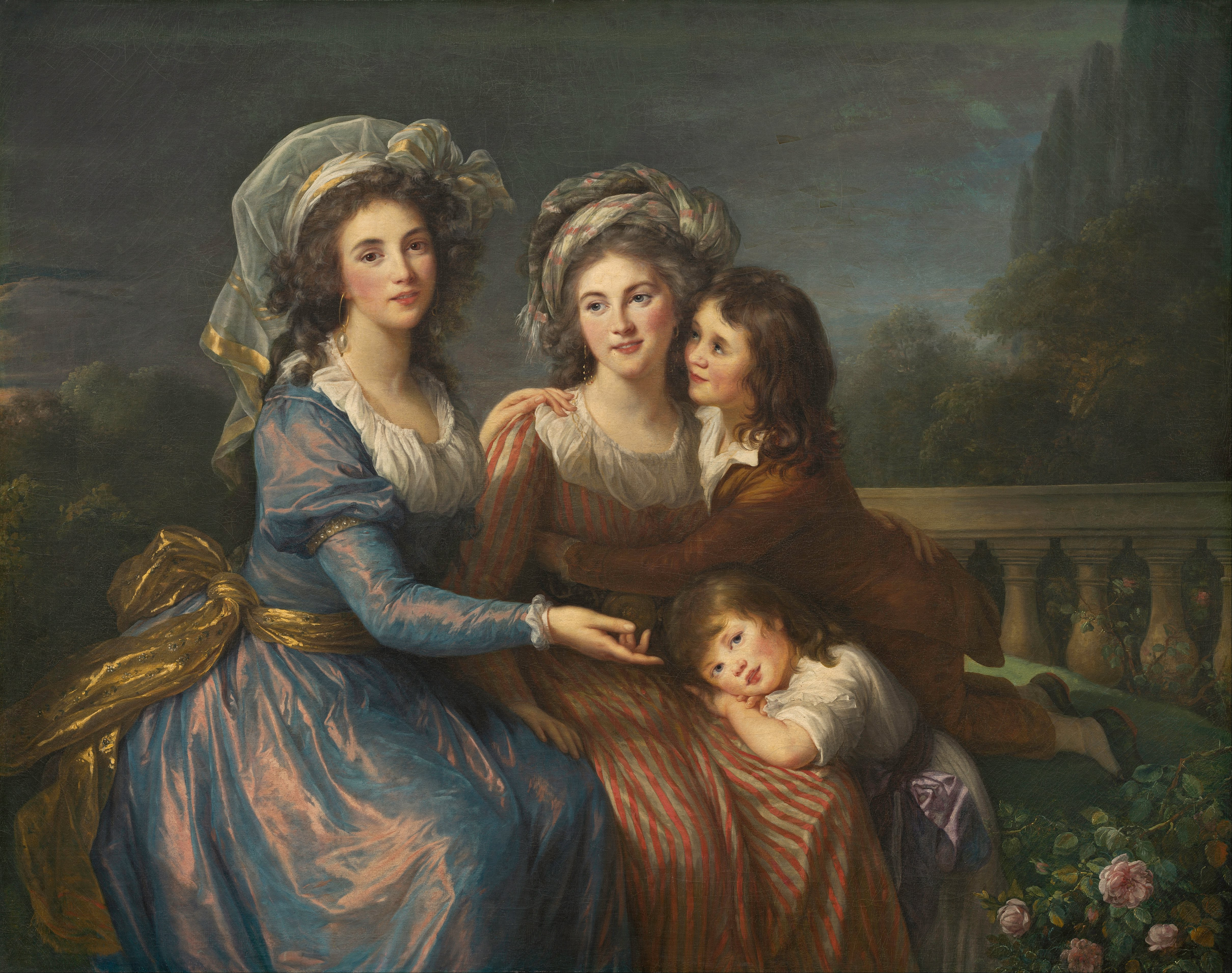
Alexis enfant, avec sa mère et son frère Adrien, accompagnés de la marquise de Pezay (Vigée-Lebrun)

Membre de la famille de Rougé, Bonabes Louis Victurnien Alexis (connu d'abord avec ce seul dernier prénom) de Rougé est le fils de Bonabes Alexis de Rougé et de Natalie Victurnienne de Rochechouart de Mortemart .
Orphelin de père à l'âge de cinq ans, Il est âgé de onze ans lorsque la Révolution éclate et suit alors sa mère en émigration. 

#### Mariage et descendance

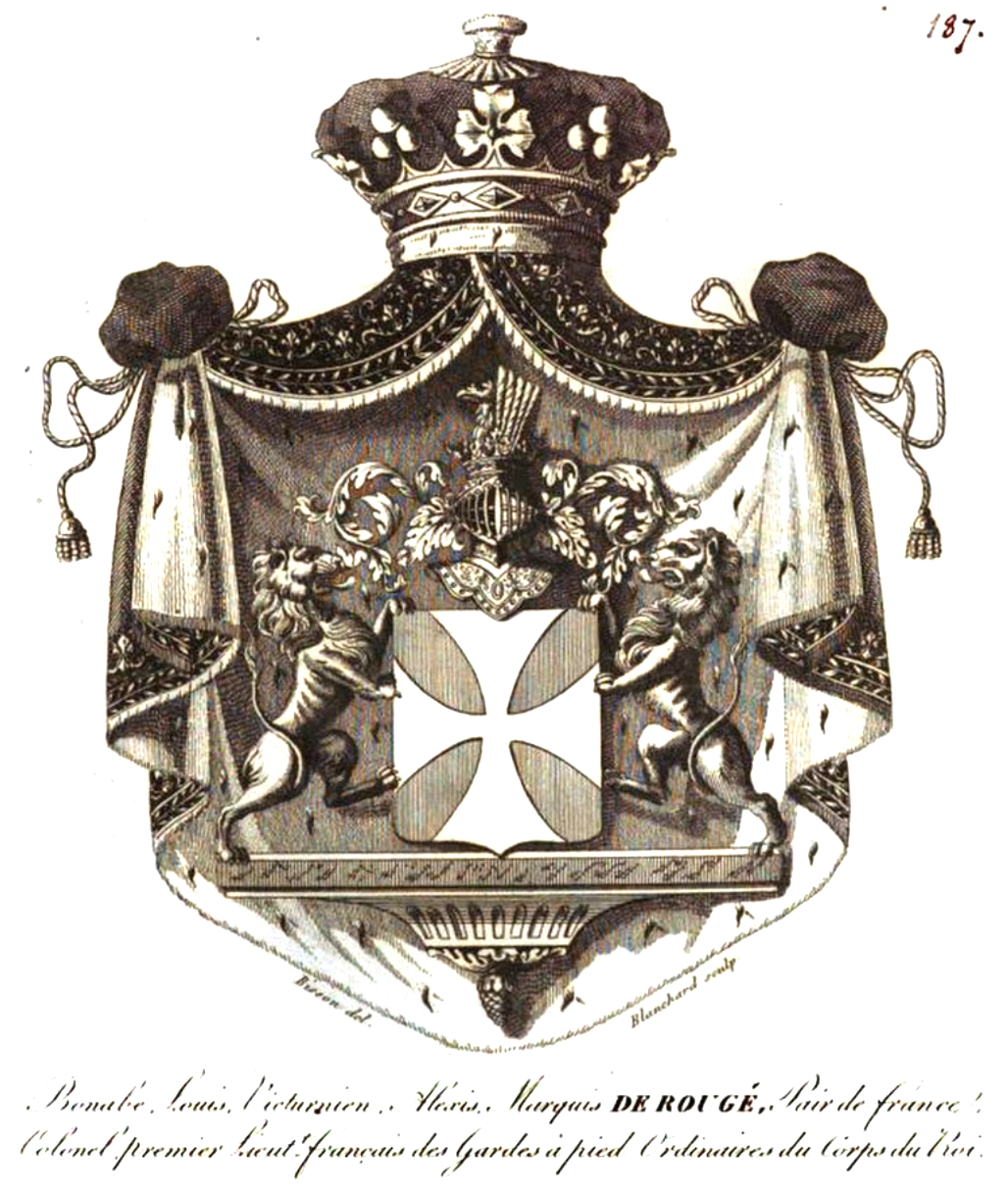
Armoiries de la famille de Rougé.

Les 16 et 18 avril 1804, il épouse à Paris, Alexandrine Célestine Zoé Emmanuelle Thimarette de Crussol d'Uzès (Paris 4 janvier 1785 - Paris 7 avril 1866), fille de Marie François Emmanuel de Crussol, 10e duc d'Uzès, premier pair de France, et d'Amable Émilie de Châtillon.  
Elle fut dame d'honneur de la duchesse d'Angoulême, Marie-Thérèse de France, fille du Roi Louis XVI, qu'elle eût l'occasion de recevoir à Moreuil. 
Elle apporte à son époux le domaine et le château de Wideville . Dont :
- Bonabes Aldéric Emmanuel Victurnien de Rougé (3 février 1805 - 9 février 1805),
- Théodorite Bonabes Victurnien Félicien de Rougé (Paris, 16 juillet 1806 - Moreuil 22 novembre 1864), marquis de Rougé après son père, épouse 1. en 1832 Catherine de Sainte-Maure Montausier (1809-1858), puis 2. en 1860 Anne-Marie Cadeau d'Acy (1832-1905), fille d'Edouard Cadeau d'Acy, d'où postérité des deux mariages, éteinte en ligne masculine en 1941 ;

- Emerance Henriette Victurnienne de Rougé (Moreuil, 23 octobre 1807 - 1868), mariée à Paris en 1829 avec Gaston, comte de Lostanges-Béduer, d'où postérité,
- Hervé Alexandre Victurnien de Rougé (Moreuil, 18 janvier 1809 - Moreuil, 26 juin 1888), marquis du Plessis-Bellière (titre de courtoisie pour lui), marié à Paris en 1835 avec Marie de Pastoret (1817-1890), fille d'Amédée, marquis de Pastoret, et de Louise Alphonsine Alexandre de Neufermeil, petite-fille du chancelier de Pastoret. Sans postérité,

- Louis Victurnien Bonabes de Rougé (Moreuil, 7 novembre 1813 - Le Charmel 26 décembre 1880), fait reconstruire le château du Charmel, marié à Paris en 1842 avec Mathilde de Francqueville (1820-1900), d'où postérité, branche aînée actuelle de la Maison de Rougé,
- Louise Marie-Thérèse de Rougé (19 mai 1818 - 1841), filleule du roi Louis XVIII.

### Carrière militaire
À partir de 1794, il sert dans les armées autrichiennes, comme aide de camp, le prince Christian Auguste de Waldeck-Pyrmont. il prend ensuite rang dans l'armée des princes, dans le régiment du duc de Mortemart, son oncle, jusqu'en 1801. 
Rentré en France, Il hérite du domaine de Moreuil, que sa tante, la duchesse d'Elbeuf, destinait à son père, mort prématurément en 1783.
Il y fait reconstruire un château, vaste édifice en brique et pierre, par l'architecte Achille Leclère.

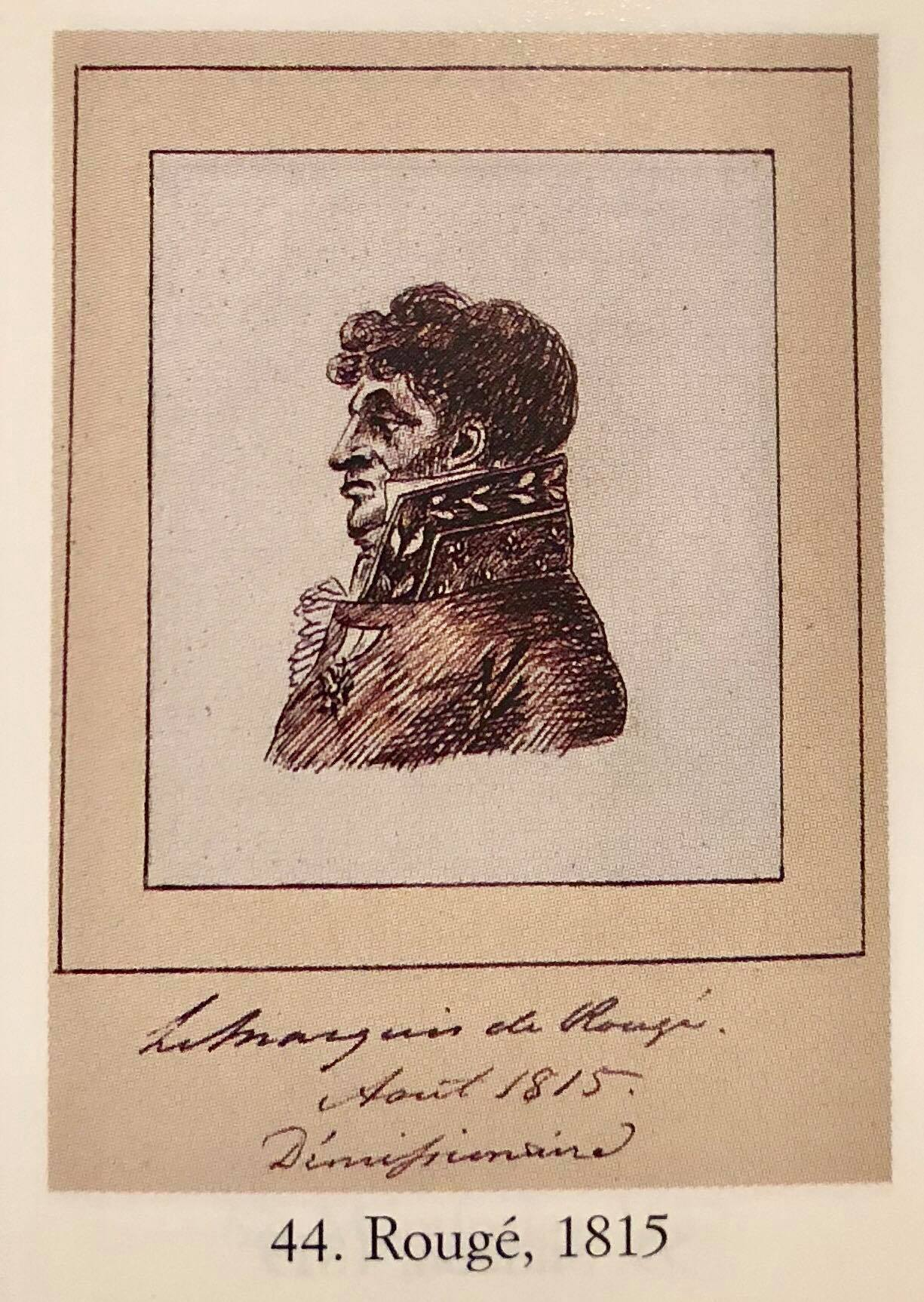
Bonabes Louis Victurnien Alexis de Rougé en août 1815 à la Chambre des pairs.

À la première Restauration, en 1814, il devient adjudant-major des Cent-Suisses de la garde du roi et chevalier de Saint Louis. 
Ayant suivi le Roi à Gand pendant les Cent-jours, il est nommé, à la seconde Restauration, en 1815, lieutenant commandant la colonne française de la compagnie des cent suisses, puis, en 1821, lieutenant-colonel des cent-suisses et chevalier, puis officier de la Légion d'honneur.

### Carrière politique
En 1815, il est nommé pair de France, puis marquis-pair par ordonnance rectificative du 20 décembre, titre confirmé en 1825 à titre héréditaire,.
Il est président du collège électoral du département de la Somme en 1823 et 1827 et maire de Moreuil de 1808 à 1829. Nommé maréchal de camp le 11 août 1830 (on ne sait par quel souverain ?).  
En effet, à la révolution de juillet 1830, lors de l'arrivée au pouvoir du duc d'Orléans, Louis-Philippe Ier, roi des Français, le marquis de Rougé démissionne de ses fonctions militaires et politiques, tout comme son frère Adrien de Rougé.

## Pour approfondir

### Pages connexes
- Famille de Rougé
- Maison de Crussol
- Moreuil
- Château de Wideville